# Hedera
Dây thường xuân (Hedera) là chi thực vật có hoa trong họ Araliaceae.. Ở Việt Nam có loài Hedera nepalensis (đồng nghĩa Hedera sinensis) với tên Việt là dây thường xuân.

## Hình ảnh

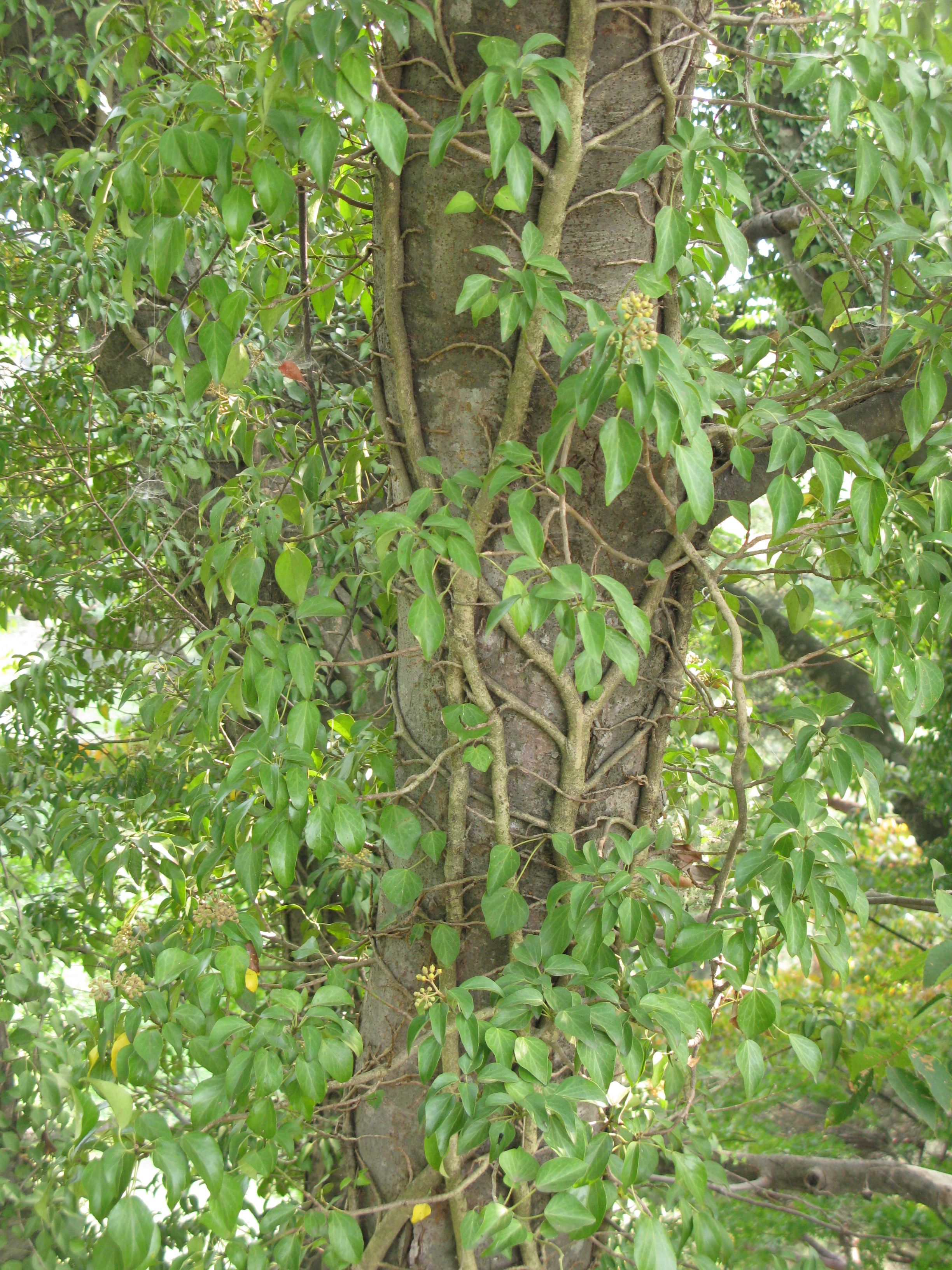
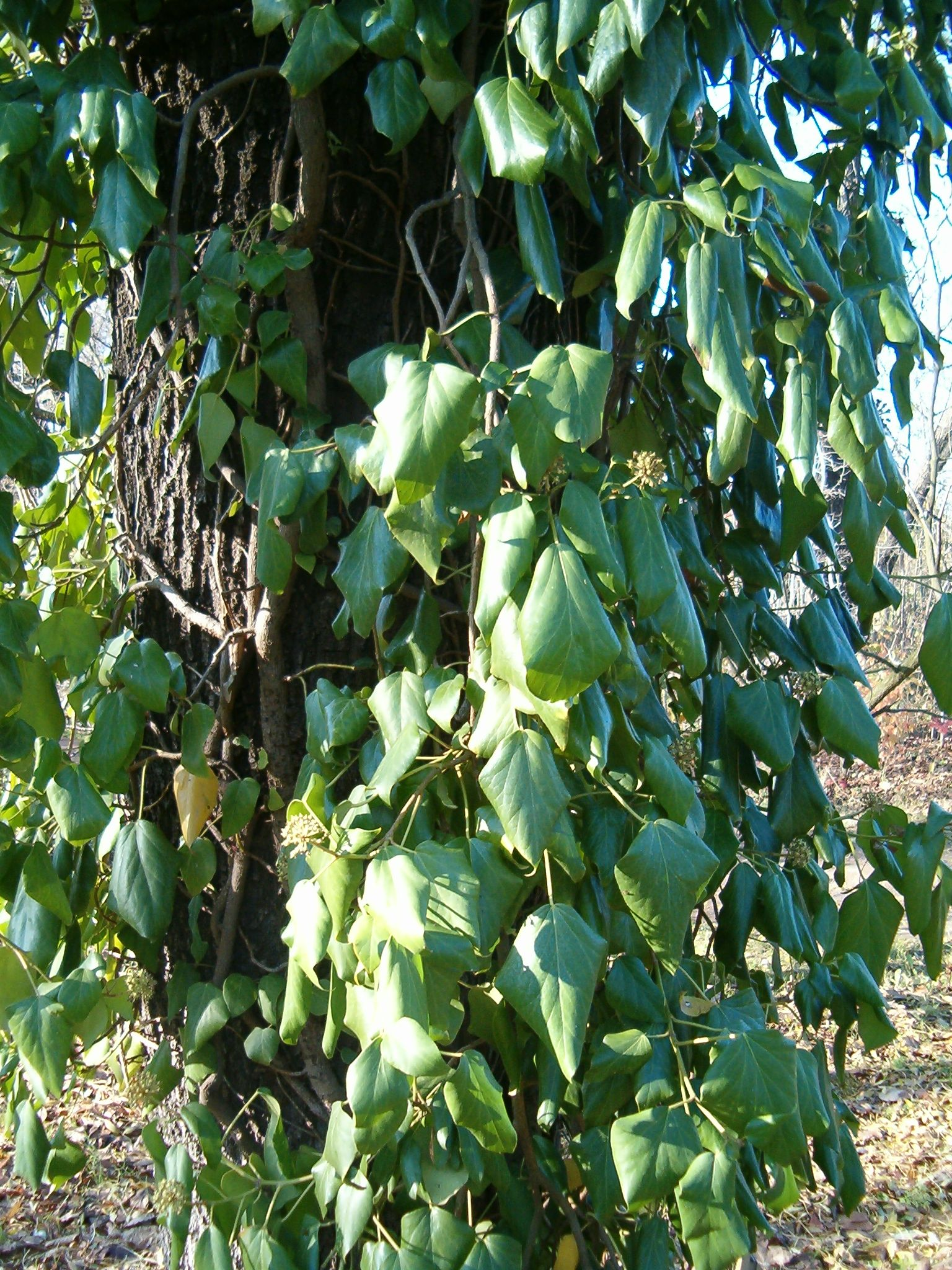
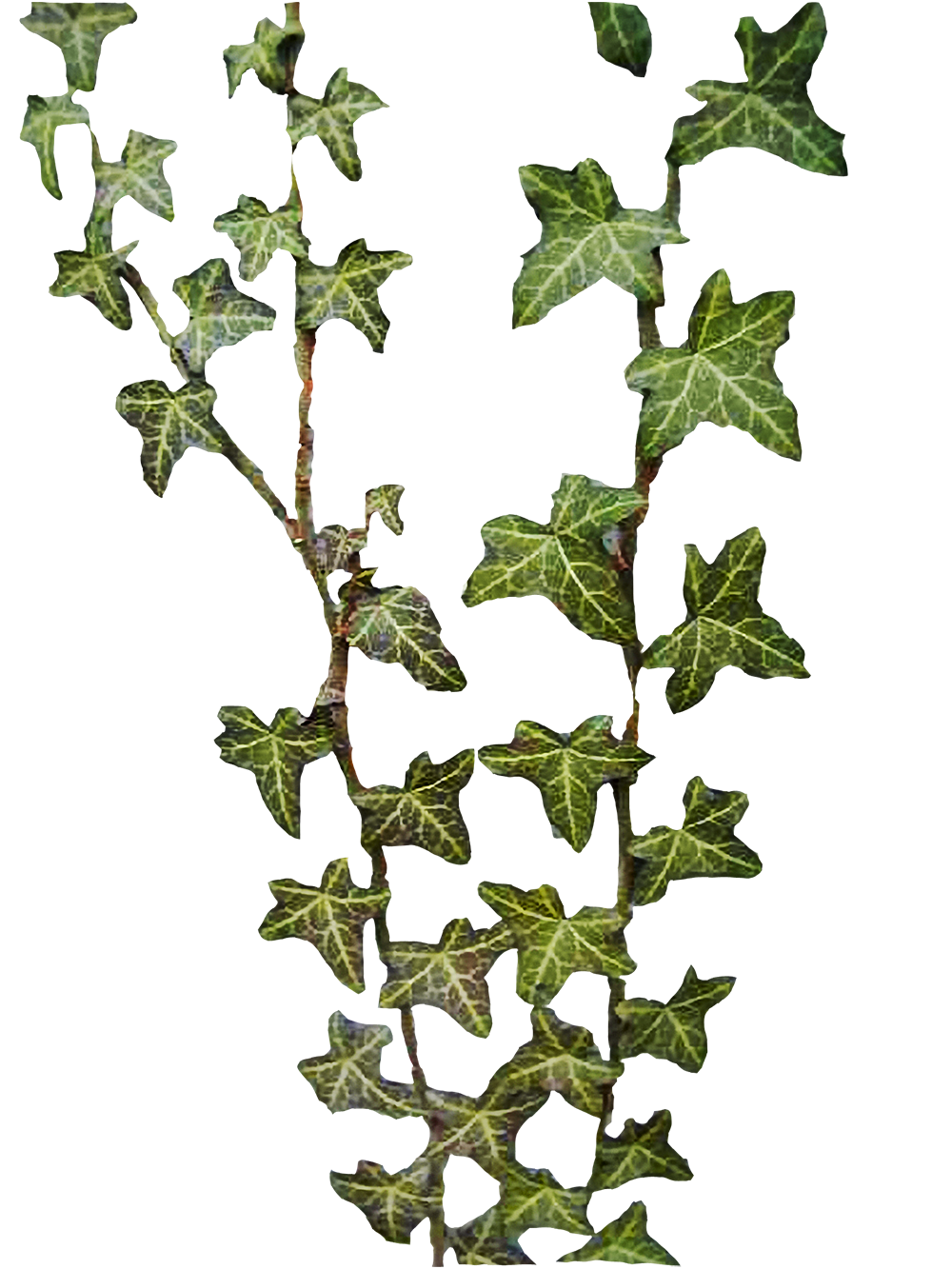
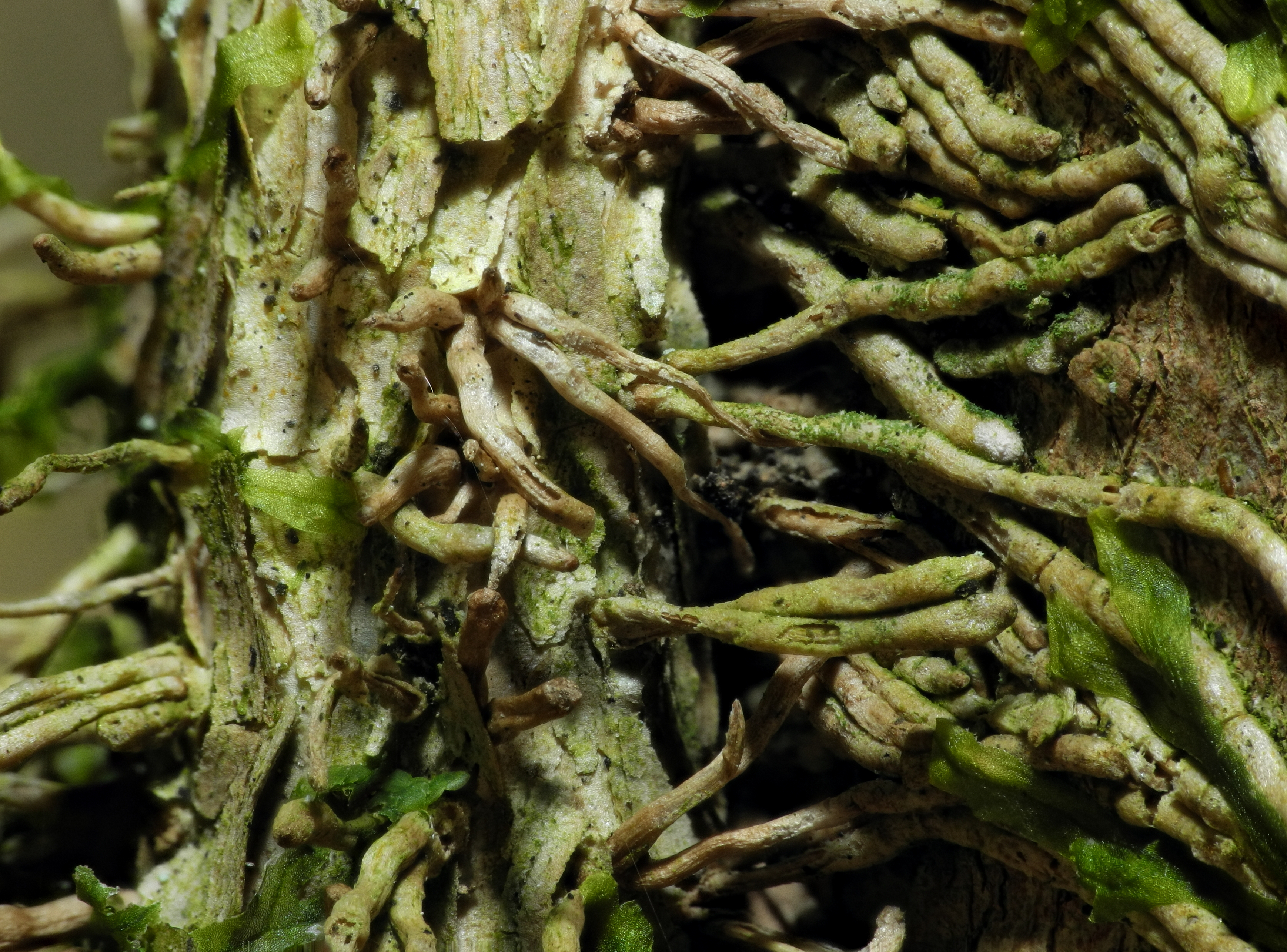

## Các loài
| - Hedera algeriensis - Hedera azorica - Hedera canariensis - Hedera caucasigena - Hedera colchica - Hedera cypria - Hedera helix - Hedera hibernica | - Hedera maderensis - Hedera maroccana - Hedera nepalensis - Hedera pastuchowii - Hedera rhombea - Hedera sinensis - Hedera taurica |